# Tipula nausicaa
Tipula nausicaa är en tvåvingeart som beskrevs av Mannheims 1966. Tipula nausicaa ingår i släktet Tipula och familjen storharkrankar. Inga underarter finns listade i Catalogue of Life.